# Barbara Rett

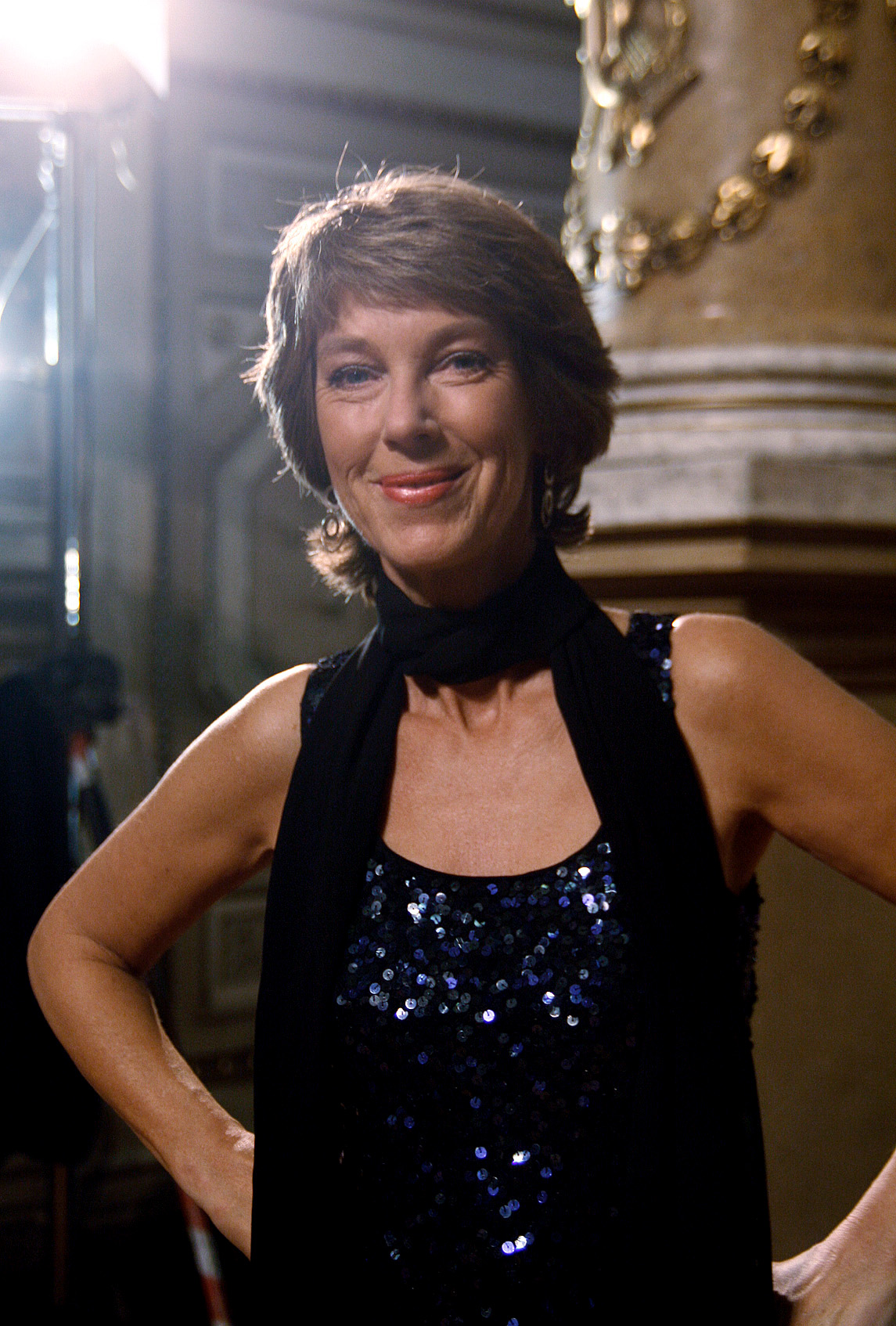
Barbara Rett (2010)

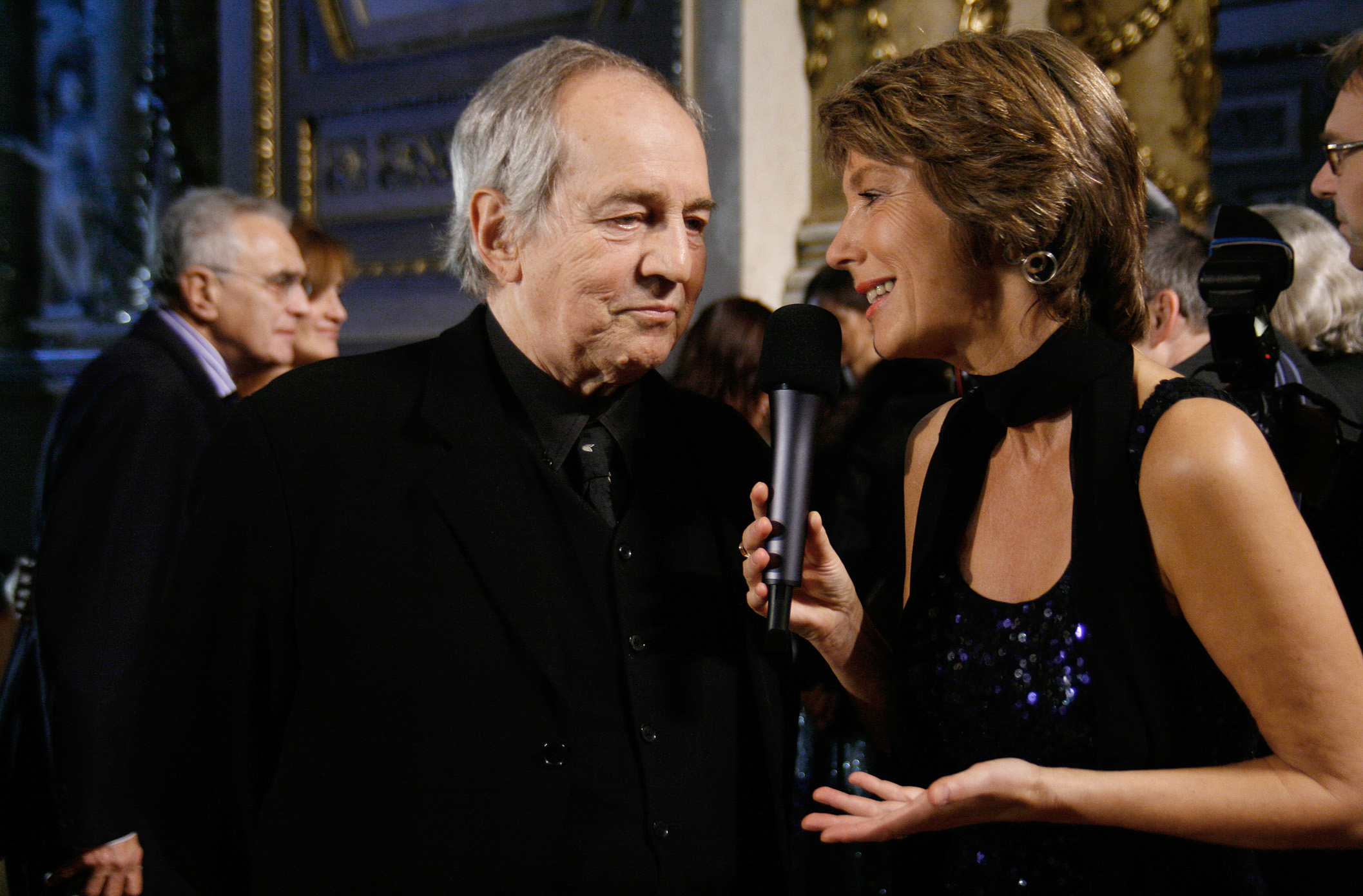
Barbara Rett im Gespräch mit Otto Schenk (Nestroy 2010)

Barbara Rett (* 30. Juli 1953 in Wien) ist eine österreichische Kulturjournalistin und Fernsehmoderatorin.

## Beruflicher Werdegang
Barbara Rett ist promovierte Germanistin (Dissertation 1978 an der Universität Innsbruck unter dem Titel Johann Nestroy und die Bürgerliche Revolution) und Romanistin. Noch während ihrer Schulzeit machte sie erste Schritte im Journalismus bei der ORF-Radiosendung Die Musicbox.
Sie arbeitete von 1979 bis 1986 in der Erwachsenenbildung als Direktorin der Volkshochschule Hietzing.
Im Jahr 1988 kehrte sie zum ORF zurück und war auch Gastgeberin der legendären Sendung Club 2, und zwar als „Spezialistin für Sensibles“ wie Homoehe, Magersucht, Kinder, Kirche, Kunst. Ab 1992 war sie im Radio in der Gesprächs- und Anrufsendung Von Tag zu Tag auf Ö1 zu hören. Hier wurde sie auch als Opernspezialistin (Das Unsichtbare Opernhaus) eingesetzt.
Für den deutsch-französischen Kulturkanal ARTE moderierte sie Themenabende über österreichische Kultur und Geschichte und leitete als unabhängige Kuratorin Ausstellungs- und Kulturprojekte wie die „Wittgenstein-Begegnungen“ (Secession 1989, Museum für Angewandte Kunst 1994) und im Jahr 1996 „Die Strudlhofstiege und Doderers Wien“.
Im März 1995 wurde die „ZIB Kultur“ eingeführt, ab diesem Zeitpunkt wurden die im Rahmen der ZIB 1 ausgestrahlten Kulturnachrichten von ihr moderiert, abwechselnd mit Clarissa Stadler, Erna Cuesta und Paul Kraker, sowie von März 1999 bis Dezember 2004 die wöchentliche Fernsehkultursendung Treffpunkt Kultur. An Sonn- und Feiertagen wurde von Jänner 2006 bis März 2007 in ORF 2 von ihr Streifzug Kultur vorgestellt.
Große ORF-Live-Opernübertragungen wurden von ihr moderiert, unter anderem von den Salzburger Festspielen (Rosenkavalier 2004, La Traviata 2005, Hochzeit des Figaro 2006, Eugen Onegin 2007) und aus der Wiener Staatsoper (Manon und Die Regimentstochter 2007), von den Bregenzer Festspielen und von der Seebühne Mörbisch (Wiener Blut). Parallel dazu führte sie im Sommer 2007 mit verschiedenen Künstlern „Festspiel-Gespräche“. Von 2008 bis 2022 wurde das Neujahrskonzert der Wiener Philharmoniker für die österreichischen bzw. deutschsprachigen Fernsehzuseher von Barbara Rett kommentiert; sie trat damals die Nachfolge von Ernst Grissemann an. 2023 wurde sie von Teresa Vogl beim Neujahrskonzert 2023 abgelöst.
Bei den österreichischen Dancing Stars nahm sie in der ersten Staffel teil und belegte mit dem Profitanzpartner Manfred Zehender Platz 3. Der Wiener Opernball 2007 wurde von ihr gemeinsam mit Arabella Kiesbauer und Alfons Haider moderiert. Ab 11. Oktober 2007 war sie in Herbstzeit, einem Magazin auf ORF2, mit der neuen Kultur-Rubrik Barbara Rett trifft … zu sehen. Seit 26. Oktober 2011 gilt Barbara Rett als Zentralfigur des österreichischen Spartensenders ORF III. In dieser Funktion gestaltet sie auch die Zwischenmoderationen für die jährlich stattfindende Filmmusik-Gala Hollywood in Vienna.
Beim ARTE-Beethoven-Tag, an dem das symphonische Gesamtwerk des in Wien verstorbenen Komponisten in neun europäischen Städten aufgeführt und gesendet wurde, moderierte sie durch die Abschlussveranstaltung am Schloss Belverdere.
Im Jahr 2012 erhielt sie den Axel-Corti-Preis. Sie betrieb zwischen Juli 2012 und Oktober 2014 mit der Monopol Medien GmbH den Blog Mit besten Empfehlungen, der mittlerweile nur noch auf Archivseiten abrufbar ist.
Barbara Rett ist Jurymitglied beim Literaturpreis „Ohrenschmaus“ für Menschen mit Lernschwierigkeiten.

## Privat
Ihr Vater war der Kinderarzt Andreas Rett. Barbara Rett ist mit dem Juristen und Kindergärtner Albert Waechter, dem Sohn des Kammersängers Eberhard Waechter, verheiratet. Als Teilzeitbäuerin und begeisterte Gärtnerin nutzt sie mit ihrer Familie auch ein renoviertes, denkmalgeschütztes Bauernhaus (Hoisn-Hof) im Mühlviertel.